# ダニー・アルヴェス
ダニー（Danny）こと、ダニエル・ミゲル・アルヴェス・ゴメス（Daniel Miguel Alves Gomes、 1983年8月7日 - ）は、ベネズエラ出身の元サッカー選手。現役時代のポジションはMF。

## 経歴
ベネズエラのカラカスにポルトガル人の両親の元で生まれる。14歳の時にマデイラ諸島にある祖母の家に移住する。

### クラブ
2001年、CSマリティモでプロデビュー。1年目ながらも、20試合5得点の活躍をした。翌2002-03シーズンにはウーゴ・ヴィアナがスポルティングCPからニューカッスル・Uに移籍するのに伴い、ダニーはウーゴ・ヴィアナの代理人だったジョルジュ・メンデスからスポルティングCPに引き抜かれた。しかし、壁に当たり、わずか1年でマリティモ（形式はレンタル移籍）へ復帰する。復帰後はレギュラーとして活躍し、アテネオリンピックのエントリーメンバーに選出された。再度スポルティングへ復帰するが、出場機会は少ないままに終わる。2005年、ロシアのFCディナモ・モスクワへ移籍。鳴り物入りでFCポルトから加入したポルトガル代表MFマニシェ、ブラジル人FWデルレイに比べネームバリューに欠け、活躍できるか疑問符が付いていたが、チームの中心的存在として活躍した。
2008年8月にディナモ・モスクワからFCゼニト・サンクトペテルブルクへ移籍した。その際の移籍金はディナモ・モスクワが2005年5月にマニシェの獲得に使った1600万ユーロを超え、ロシア・プレミアリーグ史上最高額の3000万ユーロであった。
ゼニトでのデビュー戦となった2008年8月29日のUEFAスーパーカップ・対マンチェスター・ユナイテッドFC戦では決勝ゴールを決めマン・オブ・ザ・マッチに選ばれた。9月30日、UEFAチャンピオンズリーグのレアル・マドリード戦ではアンドレイ・アルシャヴィンのクロスに合わせて同点ゴールを決めた。2009年5月、練習中に膝十字靭帯を損傷し、年内絶望の大怪我を負い、2009年シーズンのリーグ戦出場はわずか9試合に終わった。
2010年は完全復調を遂げ、ゼニトのリーグ、カップ戦と2冠達成に貢献し、ロシア年間最優秀サッカー選手賞を受賞した。
2012年2月6日、練習中に右膝前十字靭帯を断裂し、8か月の長期離脱を余儀なくされることになった。
2017年6月27日、SKスラヴィア・プラハに加入した。
2018年7月22日、CSマリティモに復帰した。

### 代表
ポルトガル代表としては、UEFA U-21欧州選手権2004ではエントリーメンバーとして、チームの3位の立役者となり、同年夏に開催されたアテネオリンピックでもエントリーメンバーとして参戦した。
2008年8月20日のフェロー諸島代表戦 (5-0) でA代表デビュー。同年11月19日のブラジルとの親善試合で代表初得点を挙げる。前述の1回目の大怪我で離脱した時期もあったが、2010 FIFAワールドカップのエントリーメンバーに選出された。監督がカルロス・ケイロスからパウロ・ベントに変わってからも継続的に選出されていたが、前述の2回目の大怪我でUEFA EURO 2012への出場が絶望的になった。

## 人物
- 高いテクニックを誇る。ドリブルが得意でサイドMFやウイングもこなす。
- ゼニトのディック・アドフォカート監督（当時）は「ロシア・プレミアリーグで最高のMFだ。」と評している。

## 所属クラブ
- CSマリティモ 2001-2002
- スポルティング・クルーベ・デ・ポルトゥガル 2002-2005

→ CSマリティモ 2003-2004 (loan)
- FCディナモ・モスクワ 2005-2008
- FCゼニト・サンクトペテルブルク 2008-2017
- SKスラヴィア・プラハ 2017-2018
- CSマリティモ 2018

## 代表歴

### 出場大会
- オリンピック・ポルトガル代表
- ポルトガル代表
  - 2008年8月20日 - A代表初出場 - フェロー諸島戦
  - 2010 FIFAワールドカップに選出

### 試合数
- 国際Aマッチ 38試合 4得点（2008年-2016年）[7]

| ポルトガル代表 | 国際Aマッチ | 国際Aマッチ |
| 年             | 出場        | 得点        |
| -------------- | ----------- | ----------- |
| 2008           | 5           | 1           |
| 2009           | 3           | 0           |
| 2010           | 10          | 2           |
| 2011           | 5           | 1           |
| 2012           | 0           | 0           |
| 2013           | 3           | 0           |
| 2014           | 4           | 0           |
| 2015           | 6           | 0           |
| 2016           | 2           | 0           |
| 通算           | 38          | 4           |

## 獲得タイトル
スポルティング・クルーベ・デ・ポルトゥガル
- スーペルタッサ・カンディド・デ・オリベイラ：1 (2002)

FCゼニト・サンクトペテルブルク
- ロシアサッカー・プレミアリーグ：3 (2010, 2011-12, 2014-15)
- ロシア・スーパーカップ：1 (2011)
- ロシア・カップ：2 (2009-10, 2015-16)
- UEFAスーパーカップ: 1 (2008)

SKスラヴィア・プラハ
- MOLカップ：1 (2017-18)